# Janusz Stachyra
Janusz Stachyra (ur. 1 lipca 1960 w Lublinie) – polski żużlowiec i trener sportu żużlowego.

## Życiorys

### Życie prywatne
Ojciec Dawida Stachyry, również żużlowca.

### Kariera sportowa
Licencję żużlową zdobył w 1979 roku. Jest dwukrotnym medalistą DMP: złotym (1996) oraz brązowym (1998). Poza tym, w 1994 r. zdobył w Częstochowie Drużynowy Puchar Polski. Siedmiokrotnie uczestniczył w finałach Mistrzostw Polski Par Klubowych, dwukrotnie (1989, 1990) zdobywając srebrne medale. Był również siedmiokrotnym finalistą Indywidualnych Mistrzostw Polski, najlepsze wyniki osiągając w latach 1988 i 1989 w Lesznie, gdzie dwukrotnie zajął IV miejsca. W 1986 r. zajął w Tarnowie III m. w Indywidualnym Pucharze Polski, natomiast w 1989 r. zajął III m. w turnieju o „Złoty Kask”. Dwukrotnie (1988, 1989) zwyciężył oraz zajął II m. (1990) w Memoriałach im. Eugeniusza Nazimka w Rzeszowie, był również trzykrotnym zdobywcą II miejsc (1994, 1996, 1997) oraz zdobywcą III miejsca (1989) w Memoriałach Bronisława Idzikowskiego i Marka Czernego w Częstochowie. Trzykrotnie startował w eliminacjach Indywidualnych Mistrzostw Świata, największy sukces odnosząc w 1987 r. w Lonigo, gdzie w finale kontynentalnym zajął VIII miejsce.

### Kariera trenerska
Jeszcze w trakcie trwania czynnej kariery zawodniczej zajął się pracą szkoleniową. W sezonach 2009-2010 był trenerem drużyny KM Ostrów Wielkopolski i ŻKS Ostrovia. W roku 2023 został trenerem Wilków Krosno w Ekstralidze U24.